# Charter Oak (Iowa)
Charter Oak – miasto w Stanach Zjednoczonych, w stanie Iowa, w hrabstwie Crawford. 

## Demografia
Zgodnie ze spisem statystycznym z 2000, miasto liczyło 530 mieszkańców. W 2023 liczba mieszkańców spadła do 511 osób, a gęstość zaludnienia poniżej 394 osób/km².